# Lead-in (Datenträger)
Der Lead-in oder Einlaufbereich ist bei optischen Datenträgern (wie CDs) der innerste Bereich vor den eigentlichen Nutzdaten. Im Lead-in werden Organisationsinformationen wie das Inhaltsverzeichnis des Datenträgers geschrieben. Der Lead-in ist das Gegenstück zum Lead-out, das bei optischen Datenträgern als Schlussmarke dient.
Bei CDs hat der Einlaufbereich eine Ringbreite von 3,6 bis 4 mm.
Falls der optische Datenspeicher nicht abgeschlossen ist, können weitere Sessions angehängt werden, die jeweils mit einem Lead-in beginnen, Nutzdaten beinhalten und mit einem Lead-out enden. Erst sobald das Medium abgeschlossen wird, ist es nicht mehr möglich weitere Sessions anzuhängen.